# HC Hillegersberg
Hockeyclub Hillegersberg is een voormalige Nederlandse hockeyclub uit Rotterdam. De club ging in 1973 samen met twee andere Rotterdamse hockeyclubs op in HC Rotterdam.
Op 1 november 1936 werd de Hillegersbergsche Hockeyclub Bully '36 opgericht. Op dat moment bestond er al een hockeyclub in Oldenzaal met dezelfde naam. Op 2 september 1948 werd een fusie aangegaan met het in 1938 opgerichte RMHC NOAD. De club ging toen verder onder de naam Bully-NOAD Combinatie. Op 27 augustus 1954 werd de naam gewijzigd in HC Hillegersberg. 
Meer uit kostenbesparing dan uit bundeling van de krachten fuseerde de club voor aanvang van het seizoen in 1973 met Maasstad-Rotterdam Hockey Combinatie en RBC tot HC Rotterdam. De jeugd van de nieuwe fusieclub speelde nog korte tijd op het oude terrein van Hillegersberg aan de Weegbreestraat. Later ging ook de jeugd op sportcomplex Laag Zestienhoven spelen tot de verhuizing van HCR in 2001.
Huidig: Delfshaven · Feijenoord · Leonidas · Ommoord · Rotterdam · Tempo '34 · Victoria
Voormalig: Aeolus · HC Hillegersberg · RBC · MRHC